# Evie Templeton
Evie Templeton (Barbados, 31 dicembre 2008) è un'attrice britannica.
È nota per il ruolo di Grace Holland nel film horror Il signore del disordine e per aver doppiato il personaggio di Laura nel remake della Konami del videogioco Silent Hill 2. Impersona inoltre Agnes DeMille, antagonista della protagonista Mercoledì Addams (Jenna Ortega), nella seconda stagione della serie di Netflix Mercoledì.

## Biografia
Evie Templeton nasce nelle Barbados. Dal 2020 frequenta la London Academy of Music and Dramatic Art grazie a una borsa di studio per il teatro. Debutta come attrice nel 2022, ottenendo ruoli minori nella serie drammatica della BBC Life After Life e nel film Disney diretto da Robert Zemeckis Pinocchio. Prima di questo, era apparsa in Nativity, nel tour del Regno Unito, e anche in Les Misérables al West End.
Nel 2023, Evie Templeton ottiene il suo primo ruolo importante, recitando al fianco di Tuppence Middleton nel film horror Il signore del disordine, nel ruolo di Grace Holland. Inoltre presta la voce al personaggio di Laura nel remake del videogioco Silent Hill 2 della Konami. Ruolo, quest'ultimo, che l'attrice riprenderà nell'ultimo capitolo della saga del franchise di Silent Hill, il prossimo film horror psicologico Return to Silent ill.
Nel maggio 2024, viene annunciato che Evie Templeton avrebbe ottenuto un ruolo fisso interpretando la studentessa della Nevermore Academy, dotata del potere dell'invisibilità, Agnes DeMille, nella seconda stagione della serie di Netflix Mercoledì, distribuita il 6 agosto 2025. Agnes DeMille è una fan e stalker di Mercoledì (Jenna Ortega), cui tira degli scherzi molto crudeli, così da attirarne l'attenzione e l'ammirazione.

## Filmografia

### Attrice

#### Cinema
- Red, regia di David Newton - cortometraggio (2020)
- Pinocchio, regia di Robert Zemeckis (2022)
- Il signore del disordine (Lord of Misrule), regia di William Brent Bell (2023)
- The Bunker, regia di Ian Killick - cortometraggio (2024)

#### Televisione
- Life After Life – serie TV, episodio 1x04 (2022)
- Criminal Record – serie TV, episodio 1x07 (2024)
- Mercoledì (Wednesday) – serie TV, 4 episodi (2025)

### Doppiatrice

#### Videogiochi
- Save Luna, regia di John Bradburn (2021)
- Silent Hill 2 (2024)

## Doppiatrici italiane
Nelle versioni in italiano delle opere in cui ha recitato, Evie Templeton è stata doppiata da:
- Sara Ciocca in Mercoledì

## Riconoscimenti
- Utah Film Festival
  - 2021 - Candidatura al miglior cast corale per Red (condiviso con Beau Fowler, Jennifer Lim e Ian Reddington)